# José Giarrizzo
José Giarrizzo (Mendoza, 5 agosto 1933 – Tres Arroyos, 9 dicembre 2017) è stato un calciatore argentino, di ruolo attaccante.

## Carriera
Ha esordito in Serie A con la maglia del Palermo il 13 settembre 1953 in Napoli-Palermo (3-0).
Ha giocato in massima serie anche con la maglia della Pro Patria, unica sua altra esperienza in Italia.
Con la Nazionale argentina ha preso parte ai Giochi panamericani del 1951.